# Epicauta flobcina
Epicauta flobcina es una especie de coleóptero de la familia Meloidae.

## Distribución geográfica
Habita en Pennsylvania (Estados Unidos).